# Calochlaena novae-guineae
Calochlaena novae-guineae är en ormbunkeart som först beskrevs av Eduard Rosenstock, och fick sitt nu gällande namn av Melvin D. Turner och R. A. White. Calochlaena novae-guineae ingår i släktet Calochlaena och familjen Dicksoniaceae. Inga underarter finns listade.